# فهرست بزرگ‌ترین اجتماعات مسالمت‌آمیز
این نوشتار فهرست اجتماعات مسالمت‌آمیز جهان بیش از یک میلیون نفر را که به‌طور هم‌زمان در یک مکان روی داده‌است بررسی می‌کند.
در بین اجتماعات خاص که تنها یک بار روی داده‌است، خاکسپاری سی. ان. آناندورای، سیاستمدار هندی با حدود پانزده میلیون نفر در سال ۱۹۶۹، رکورددار بیشترین میزان جمعیت است که در گینس به ثبت رسیده‌است. همچنین خاکسپاری سید روح‌الله خمینی با بیش از ده میلیون و دویست هزار نفر و طول جمعیت ۳۲ کیلومتر در ۱۱ ژوین ۱۹۸۹ به لحاظ نسبت جمعیت شرکت‌کننده به کل جمعیت کشور رکورددار است و در سال ۲۰۱۲ وارد کتاب گینس شده‌است. در این مراسم یک‌ششم جمعیت وقت ایران حضور داشته‌اند. در بین اجتماعات سالانه، مراسم مذهبی کومبه میلا در هاریدوار که هر ۳ سال یک بار برگزار می‌شود در سال ۲۰۱۹ با بیش از ۵۰ میلیون نفر رکورددار است و پس از ان مراسم کومبه میلا در سال ۲۰۱۳ با ۳۰ میلیون نفر در جایگاه دوم قرار دارد. همچنین مراسم اربعین ۲۰۱۷ با حدود ۳۰ میلیون نفر جمعیت در جایگاه بعدی قرار دارد. در برخی از این مراسم از هنگام سقوط صدام و آزاد شدن این راهپیمایی سالانه بین ۱۷ تا ۲۰ میلیون نفر (در سال‌های مختلف) شرکت داشته‌اند.
- نزدیک به ۳۰ میلیون نفر در ۱۰ فوریه ۲۰۱۳ برای مراسم مذهبی کومبه میلا در الله‌آباد، هند جمع شدند.[۶][۷][۸][۹]
- اجتماع ۱۷/۵ تا ۱۹ میلیون نفری شیعیان در کربلا در دسامبر ۲۰۱۴ در روز اربعین .[۱۰][۱۱][۱۲][۱۳] برخی منابع این تعداد را بیش از ۲۰ میلیون[۱۴] و برخی دیگر بیش از ۲۲ میلیون نفر اعلام کردند.[۱۵]
- اجتماع سه میلیون نفری شیعیان در مشهد یا حرم امام رضا در لحظه سال تحویل ۱۳۹۴ خورشیدی.[۱۶][۱۷]
- اجتماع ۲ میلیون نفری شیعیان در رجابازار راولپندی پاکستان پس از تجمع اربعین حسینی توأم با تهدیدات این گروه و سپس عقب‌نشینی این گروه (۲۴ دسامبر ۲۰۱۳).[۱۸]

## بیش از ۱۰ میلیون
| رویداد                     | تاریخ          | شرکت کنندگان | مراسم        | مکان                  | کشور     | منبع                                                    |
| -------------------------- | -------------- | ------------ | ------------ | --------------------- | -------- | ------------------------------------------------------- |
| کومبه میلا                 | ۴ فوریه ۲۰۱۹   | ۵۰ میلیون    | زیارت        | پرایاگراج             | هندوستان | [ ۱۹ ]                                                  |
| کومبه میلا                 | ۱۰ فوریه ۲۰۱۳  | ۳۰ میلیون    | زیارت        | پرایاگراج             | هندوستان | [ ۲۰ ]                                                  |
| پیاده روی اربعین           | ۲۰۱۷           | ۳۰ میلیون    | زیارت        | کربلا                 | عراق     | [ ۲۱ ] [ ۲۲ ]                                           |
| پیاده روی اربعین           | ۲۰۱۵           | ۲۷ میلیون    | زیارت        | کربلا                 | عراق     | [ نیازمند منبع ]                                        |
| پیاده روی اربعین           | ۲۰۲۲           | ۲۱.۲ میلیون  | زیارت        | کربلا                 | عراق     | [ ۲۳ ] [ ۲۴ ] [ ۲۵ ] [ ۲۶ ] [ ۲۷ ] [ ۲۸ ] [ ۲۹ ] [ ۳۰ ] |
| پیاده روی اربعین           | ۲۰۱۴           | ۲۰ میلیون    | زیارت        | کربلا                 | عراق     | [ ۳۱ ] [ ۳۲ ] [ ۳۳ ]                                    |
| کومبه میلا                 | ۳۰ ژانویه ۲۰۰۱ | ۲۰ میلیون    | زیارت        | پرایاگراج             | هندوستان | [ ۳۴ ]                                                  |
| پیاده روی اربعین           | ژانویه ۲۰۱۳    | ۱۸–۱۵ میلیون | زیارت        | کربلا                 | عراق     | [ ۳۵ ] [ ۳۶ ]                                           |
| پیاده روی اربعین           | ژانویه ۲۰۱۲    | ۱۵ میلیون    | زیارت        | کربلا                 | عراق     | [ ۳۷ ] [ ۳۸ ]                                           |
| پیاده روی اربعین           | ژانویه ۲۰۱۱    | ۱۵ میلیون    | زیارت        | کربلا                 | عراق     | [ ۳۹ ]                                                  |
| خاکسپاری سی. ان. اناندورای | ۴ فوریه ۱۹۶۹   | ۱۵ میلیون    | خاکسپاری     | تامیل نادو            | هندوستان | [ ۴۰ ]                                                  |
| کومبه میلا                 | ۱۵ ژانویه ۲۰۱۹ | ۱۴ میلیون    | زیارت        | پرایاگراج             | هندوستان | [ ۴۱ ]                                                  |
| پیاده روی اربعین           | ۲۰۱۷           | ۱۴ میلیون    | زیارت        | کربلا                 | عراق     | [ ۴۲ ] [ ۴۳ ]                                           |
| اجتماع تبلیغی اورنگ آباد   | ۲۰۱۸           | ۱۲.۶ میلیون  |              | اورنگ آباد، مهاراشترا | هندوستان | [ ۴۴ ]                                                  |
| موکب های شهادت موسی کاظم   | ۲۰۱۶           | ۱۲ میلیون    |              | کاظمین، بغداد         | عراق     | [ ۴۵ ] [ ۴۶ ]                                           |
| موکب های شهادت موسی کاظم   | ۲۰۱۵           | ۱۲ میلیون    |              | کاظمین، بغداد         | عراق     | [ ۴۷ ]                                                  |
| خاکسپاری روح‌الله خمینی     | ۱۱ ژوئن ۱۹۸۹   | ۱۰.۲ میلیون  | خاکسپاری     | تهران                 | ایران    | [ ۴۸ ]                                                  |
| پیاده روی اربعین           | ژانویه ۲۰۱۰    | ۱۰ میلیون    | زیارت        | کربلا                 | عراق     | [ ۴۹ ] [ ۵۰ ] [ ۵۱ ]                                    |
| پیاده روی اربعین           | ۲۰۰۹           | ۱۴–۱۰ میلیون | زیارت اربعین | کربلا                 | عراق     | [ نیازمند منبع ]                                        |
| کومبه میلا                 | ۱۴ آوریل ۲۰۱۰  | ۱۰ میلیون    | زیارت        | هاریدوار              | هندوستان | [ ۵۲ ]                                                  |

## ۵ تا ۱۰ میلیون نفر
- حدود ۷ تا ۹ میلیون نفر در کربلای عراق در روز عاشورای  سال ۲۰۱۵ گرد هم آمدند.[۵۳][۵۴]
- حدود ۷.۵ میلیون نفر در ۲۰ آوریل ۱۹۵۱ در شهر نیویورک ایالات متحده آمریکا برای ادای احترام به ژنرال داگلاس مک آرتور، تنها ۱۵ روز بعد از برکناری اش توسط هری ترومن، گرد هم آمدند.[۵۵]
- تخمین زده می شود که ۶ تا ۷ میلیون نفر در مراسم آیین عشای ربانی در پارک ریزال مانیل در ۱۸ ژانویه ۲۰۱۵ شرکت کردند که بازدید پاپ فرانسیس از فیلیپین به پایان رسید. این بزرگترین اجتماع برای پاپ در تاریخ است.[۵۶][۵۷][۵۸]
- بیش از ۶ میلیون نفر در ۶ ژوئیه ۲۰۱۲ برای جشن نیمه شعبان در کربلا جمع شدند.[۵۹]
- حدود ۶ میلیون نفر در ۸ اوت ۲۰۰۹ در نیمه شعبان در حرم امام حسین در کربلا تجمع کردند.[۶۰]
- در سال ۲۰۱۵ در مانیل فیلیپین، بیش از ۵.۵ میلیون نفر برای مراسم ناصری سیاه(مجسمه مسیح) پیش از دیدار پاپ فرانسیس شرکت کردند.[۶۱][۶۲][۶۳]
- بیش از ۵ میلیون زائر در نیمه شعبان  در ۲۰ ژوئیه ۲۰۱۱ به حرم امام حسین در کربلا رفتند.[۶۴]
- بیش از ۵ میلیون نفر در روز جهانی جوان در ۱۹۹۵ در مانیل فیلیپین، برای دیدار پاپ ژان پل دوم شرکت کردند. این بزرگترین اجتماع برای پاپ در تاریخ بود، تا اینکه در ۱۸ ژانویه ۲۰۱۵ در جریان دیدار پاپ فرانسیس در فیلیپین از آن پیشی گرفت.[۶۵]
- طبق آمار اداره پلیس استانبول، حدود ۵ میلیون نفر در راهپیمایی دموکراسی و شهدا در استانبول، در ۷ اوت ۲۰۱۶ شرکت کردند.[۶۶]